# Rhyacophila rayneri
Rhyacophila rayneri är en nattsländeart som beskrevs av Ross 1951. Rhyacophila rayneri ingår i släktet Rhyacophila och familjen rovnattsländor. Inga underarter finns listade i Catalogue of Life.